# Erinn Walters
Erinn Walters (nascida em 11 de maio de 1995) é uma atleta paralímpica australiana com paralisia cerebral. Erinn foi selecionada para representar a Austrália no atletismo dos Jogos Paralímpicos de 2012 em Londres. Disputou, em 2011, o Campeonato Mundial do CPI (Comitê Paralímpico Internacional), onde terminou em sexto lugar nos 100 metros e quarto lugar nos 200 metros.

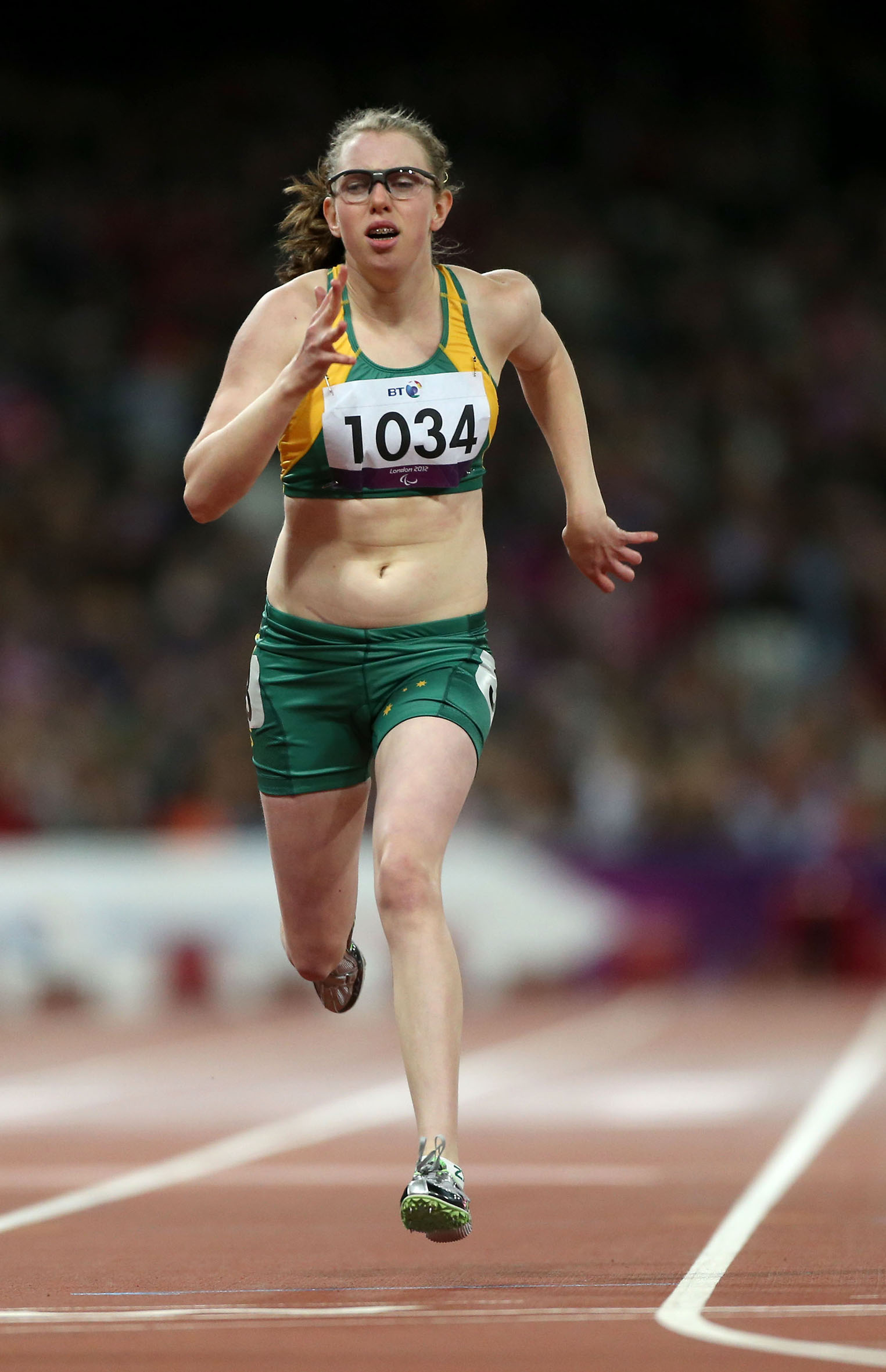
Erinn disputando a Paralimpíada de Londres, em 2012.